# Cybister lateralimarginalis
Espèce
Cybister lateralimarginalis, le cybister (ou dytique) à côtés bordés, est une espèce d'insectes de l'ordre des coléoptères, de la famille des dytiscidés.

## Description

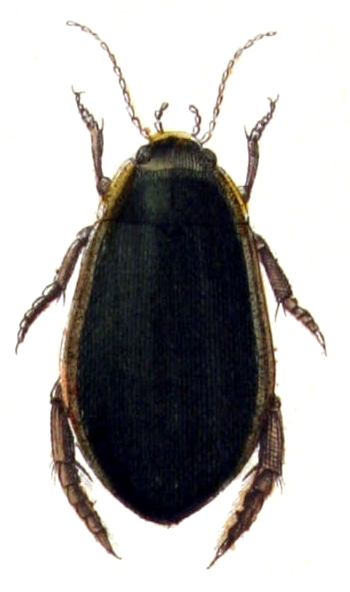
Femelle (tarses antérieurs simples)

Le cybister à côtés bordés ressemble fort au dytique bordé (Dytiscus marginalis), mais son pronotum possède des marges jaunes uniquement sur les côtés (contrairement au dytique bordé où le pronotum est entouré de marges nettes). Les marges jaunes se prolongent sur les côtés extérieurs des élytres et ne s'affinent que vers l'arrière du corps. Des ailes membraneuses permettant le vol, comme chez beaucoup d'espèces de cette famille, sont protégées par les élytres aux reflets verdâtres. Le mâle est muni sur ses tarses antérieurs d'une sorte de brosse arrondie lui permettant de se fixer au dos de la femelle lors de l'accouplement (ventouse chez le dytique).

## Distribution
Zone paléarctique, y compris l'Europe, Moyen Orient, Afrique du Nord. En France, il est moins fréquent que le dytique bordé.

## Habitat
Les adultes, visibles de mars à juillet (en Europe occidentale), fréquentent les mares, les étangs peu profonds à la végétation aquatique abondante tels que celui de Vendres 
.

## Biologie
Les cybisters, pendant leur vie aquatique, renouvellent leur provision d'air stockée sous les élytres en se disposant juste sous la surface de l'eau, tête orientée vers le bas (à la manière des dytiques).
Les larves, redoutables carnivores aux mandibules acérées et creuses, sont capables d'infliger des morsures cuisantes aux doigts imprudents. Capturés sans précaution, les adultes, carnivores eux aussi (nécrophages à l'occasion), peuvent mordre également et tenter de blesser la peau à l'aide des lames coupantes qui garnissent les tibias de leurs pattes arrière. Ces lames sont caractéristiques du genre Cybister, l'équivalent chez Dytiscus ressemble à une épine. De plus les Cybisters, comme d'autres Dytiscidae, émettent pour leur défense une sécrétion thoracique blanchâtre riche en stéroïdes